# Vodní elektrárna Zahesi
Vodní elektrárna Zahesi, dříve též Zemo Avčalská vodní elektrárna (gruzínsky ზემო ავჭალის ჰიდროელექტროსადგური, rusky Земо-Авчальская ГЭС [Zemo-Avčalskaja GES]), je průtočná vodní elektrárna bez vodní nádrže na předměstí Tbilisi nazvaná podle předměstské části Zahesi. Jedná se o první hydroelektrárnu v Gruzii. Hráz je vysoká 24 m (podle gruzínské wikipedie 34) m.

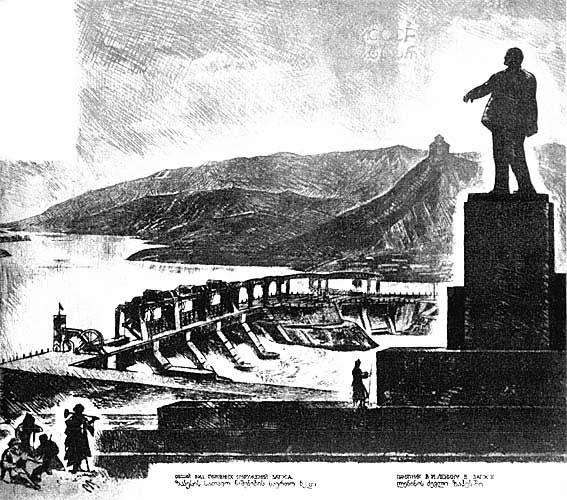
Malba elektrárny i se sochou Lenina z roku 1927

Za sovětské éry se jmenovala Hydroelektrárna V. I. Lenina. Po rozpadu Sovětského svazu byla v roce 1991 Leninova socha na podstavci z roku 1927 trčící vedle elektrárny stržena.
Sestává ze dvou paralelních hrází na řece Kura (gruz: Mtkvari). První rameno se čtyřmi turbínami po 3,2 MW bylo zprovozněno v roce 1927, druhé rameno se dvěma turbínami po 12 MW v roce 1947. V současné době je provozovaná sezónně.
Vodní dílo bylo privatizováno 20. července 2007 za 41 mil. $.